# آ چائو
آ چائو (انگلیسی: A Chau)نام یک جزیره کوچک است که، در شمال شرقی هنگ کنگ قرار دارد.